# Черліна
Черліна (рум. Cerlina) — село в Молдові у Сороцькому районі. Розташоване на правому березі річки Дністер.Входить до складу комуни з центром в селі Німереука. 
На західній околиці села на березі Дністра розташоване оголення верхнього протерозою (венда), що є пам'яткою природи.